# Dickie Valentine
Dickie Valentine (4 de noviembre de 1929 — 6 de mayo de 1971) fue un cantante de música pop británico de la década de 1950.

## Carrera
Su verdadero nombre era Richard Bryce, y nació en Marylebone, Londres. Dio sus primeros pasos de cantante mientras trabajaba como actor infantil, época en la que desarrolló un estilo vocal flexible y la habilidad de imitar a cantantes famosos. 
Fue votado el mejor vocalista masculino del Reino Unido en 1952, mientras cantaba con la Orquesta de Ted Heath, la  gran banda de mayor éxito del país, y de nuevo en 1954, esta vez como cantante en solitario.
Grabó dos temas que llegaron al número uno de las listas de éxitos, "Christmas Alphabet" y "The Finger of Suspicion". Su primer número uno llegó solamente dos meses después de casarse con Elizabeth Flynn en Caxton Hall, lo que fue motivo de escenas de histeria y se esperaba que fuera el punto de inicio del declive de su carrera. Sin embargo, 1955 fue su mejor año en las listas, con dos números uno y otros tres éxitos entre los diez primeros.
Mientras que su segundo número supuso un freno a la creciente marea del rock and roll llegada de la mano de Bill Haley, "Christmas Alphabet" marcó la primera vez que en el Reino Unido una canción creada para el mercado navideño llegaba a lo más alto de las listas.
En 1956 Valentine trabajó con Peter Sellers en el show de Associated TeleVision The Dickie Valentine Show.
Aunque su fama disminuyó a lo largo de la década de 1960, siguió cantando en directo hasta el momento de su fallecimiento. Viajando de una actuación a otra, murió en un accidente de tráfico ocurrido en un puente con una única dirección en Glangrwyney, cerca de Crickhowell, Gales, el 6 de mayo de 1971. Tenía 41 años de edad.

## Discografía
- "Broken Wings" - (1953) - n.º 12 en el Reino Unido
- "All The Time and Everywhere" - (1953) - n.º 9
- "In a Golden Coach (There's a Heart of Gold)" - (1953) - n.º 7
- "Endless" - (1954) - n.º 19
- "Mister Sandman" - (1954) - n.º 5
- "The Finger of Suspicion" - (1954) - n.º 1 (Con The Stargazers)
- "A Blossom Fell" - (1955) - n.º 9
- "I Wonder" - (1955) - n.º 4
- "Christmas Alphabet" - (1955) - n.º 1
- "The Old Pi-anna Rag" - (1955) - n.º 15
- "Christmas Island" - (1956) - n.º 8
- "Snowbound for Christmas" - (1957) - n.º 28
- "Venus" - (1959) - n.º 20
- "One More Sunrise (Morgen)" - (1959) - n.º 14